# Einar Wikström (konstnär)
Nils Einar Wikström, född 26 december 1923 i Överluleå socken, Norrbottens län, död 13 maj 2013 i Åkers Styckebruk, Södermanlands län, var en svensk ingenjör, kapten och målare.
Han var son till Oskar Wikström och Aina Gustavsson och från 1948 gift med Anna Maria Schwartz. Wikström utbildade sig till ingenjör 1947–1948 och har vid sidan av sitt arbete varit verksam som konstnär. Han studerade konst för M Montel i Paris 1965–1966. Tillsammans med Britt-Lis Barre ställde han ut i Eskilstuna 1964 och separat ställde han bland annat ut på Galerie Æsthetica i Stockholm samt medverkade i ett stort antal samlingsutställningar bland annat i Stockholmssalongerna på Liljevalchs konsthall. Hans konst består av porträtt och landskapsskildringar.  